# Choir of Trinity College, Cambridge

Interiör av Trinity College Chapel

The Choir of Trinity College, Cambridge är en blandad kör vars främsta uppgift är att sjunga körgudstjänster i Tudorkapellet på Trinity College, Cambridge. I januari 2011 utnämnde musiktidskriften Gramophone kören till den femte bästa kören i världen.
Kören har antagit olika former sedan grundandet och har funnits i sin nuvarande form sedan 1982 då kvinnliga röster för första gången användes strax efter att kvinnor hade antagits till Trinity College. Tre regelbundna gudstjänster sjungs per vecka under hela universitetsterminen, och kören sjunger latinsk sång från trubadurläktaren i skolans stora sal vid ett antal fester.
Dessutom genomför kören projekt utanför terminstid som skivinspelningar, konserter, radiosändningar och turnéer.
Kören består vanligtvis av 36 medlemmar, varav många är studenter vid Trinity College.

## Historia
Trinity Colleges körförbindelser går tillbaka till grundandet av King's Hall av kung Edvard II år 1317 (Chaucers "Solar Hall" i Canterburysägner). Detta college, som inkorporerades av Edvard III 1337, slogs samman med ett intilliggande college från början av 1300-talet, Michaelhouse när Henrik VIII instiftade Trinity 1546. Från Edvard II:s tid gick Chapel Royals korister, när de lämnade hovet, vanligtvis in i King's Hall för att fortsätta sina akademiska studier, tillsammans med andra studenter som utbildade sig för tjänstgöring i den kungliga administrationen.
Sammansättningen av den medeltida kapellkören är fortfarande höljd i dunkel, men den körstiftelse som Maria I av England grundade 1553 (tio korister, sex lekmannasångare, fyra präster, en organist och en skolmästare) har överlevt i stort sett oförändrad i över 300 år. Bland de musiker som knöts till kören under denna tid fanns Tudorkompositörerna Thomas Preston, Robert White och John Hilton den äldre; Robert Ramsey var organist strax före det engelska samväldet; lutenisten och författaren Thomas Mace var lekmannasekreterare i omkring 70 år från 1635; och Thomas Attwood Walmisley var organist i början av 1800-talet.
Läsåret 1896/97 lades skolans körskola ner och inkorporerades i The Perse Grammar School. Därefter fortsatte kören med gossopraner, lekmannanotarier (av vilka några delade sina uppgifter med körerna vid King's och St John's Colleges) och studenter det regelbundna mönstret av körgudstjänster fram till 1950-talet. Denna traditionellt sammansatta grupp gav sedan vika för en kör av studenter under Raymond Leppards tid som musikdirektör, för att ersättas med en blandad kör av Richard Marlow 1982.

## Turnéer och konserter
Kören har turnerat till bland annat Australien, Tyskland, Frankrike, Spanien, Italien, USA, Kanada, Kanarieöarna, Indien, Sydafrika, Namibia och Zimbabwe, Peru och Japan, Taiwan och Hongkong. Särskilt anmärkningsvärda händelser inkluderar att sjunga mässa vid installationen av abbot Martin Werlen, O.S.B. som abbot i Einsiedeln, Schweiz, och att bli den första västerländska kören att turnera i Indien.
Kören ger också konserter i Storbritannien, hemma i Cambridge och i London och runt om i landet. "Livings tours" gör det möjligt för kören att besöka församlingar runt om i landet som skolan är beskyddare för och sjunga gudstjänster och konserter; Dessa inkluderar byar i Isle of Wight, North Yorkshire, County Durham, Norfolk och Lake District.

## May Week

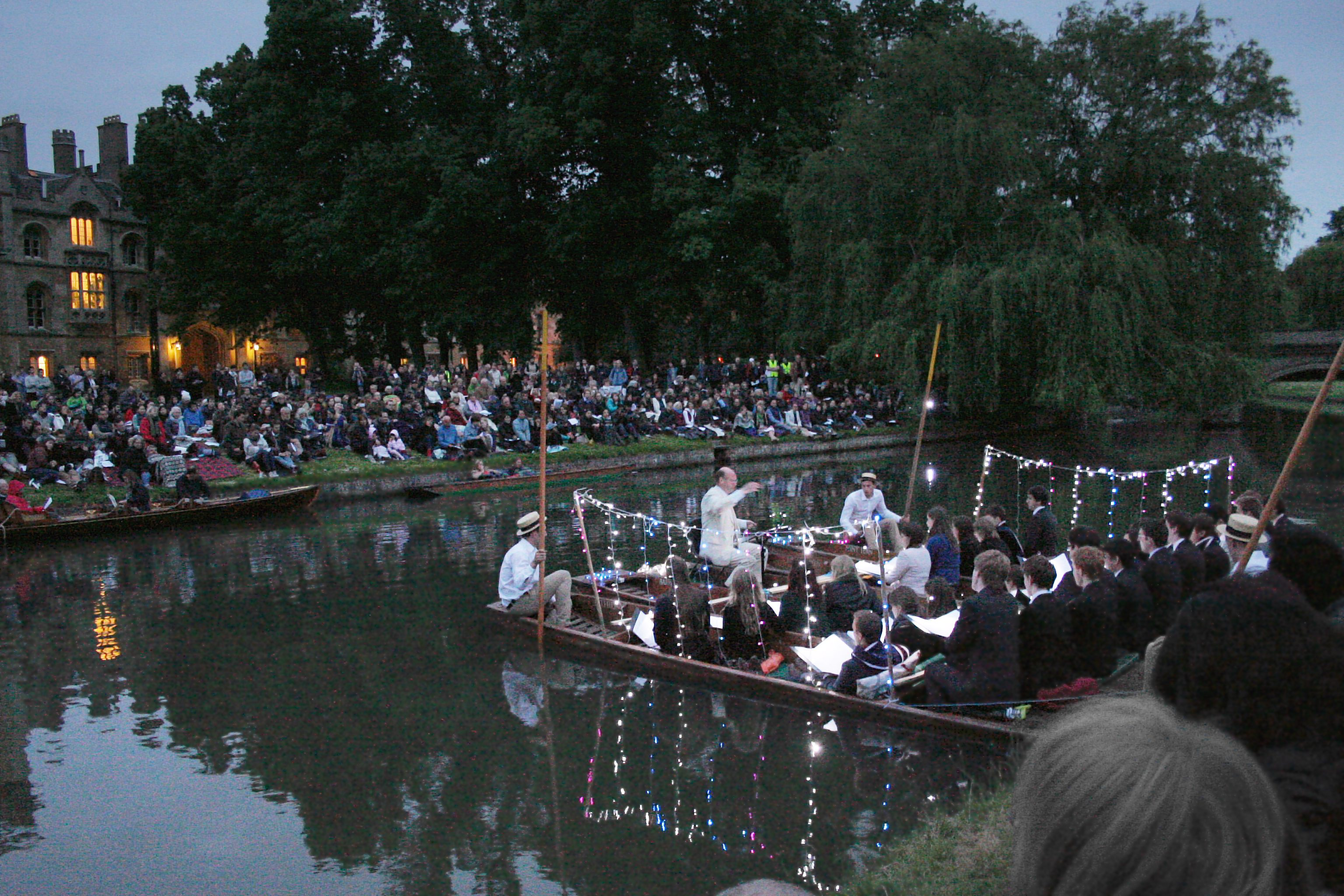
Singing on the River, 2013

På läsårets sista söndag ger kören två utomhuskonserter. Vid middagstid sjunger kören antifonalt från två av tornen i skolans Great Court, med en brassensemble som uppträder från det tredje. På kvällen inleder kören May Week med den traditionella flodkonserten Singing on the River, där madrigalerna och stämsångerna framförs på punts som ligger förtöjda vid Trinity Backs. Kvällens underhållning avslutas, när skymningen ger vika för mörkret, med John Wilbyes madrigal Draw on, sweet night som framförs när kören flyter nerför floden och försvinner ur sikte.